# Ove Dahlberg
Ove Dahlberg, född 12 april 1931 i Surahammar, död 9 januari 1997 i Djupnäs, var en svensk ishockeyspelare, fotbolls- och ishockeydomare.
Ove Dahlberg spelade ishockey i högsta divisionen i Sverige, han startade sin karriär som forward men flyttade ned som back efter ett antal säsonger.  Han spelade flera säsonger i Surahammars IF och en säsong i Västerås IK. Han spelade även två matcher med landslaget i ishockey.
Parallellt med sin aktiva ishockeykarriär utbildade sig Ove Dahlberg som ishockeydomare och var i början av 1960-talet en av de mest anlitade domarna i högsta serien. Dahlberg var ansedd som en av amatörvärldens bäste ishockeydomare. Sin internationella debut gjorde han 1962 och han VM-debuterade 1963 i B-gruppen. Han deltog i åtta världsmästerskap och ett olympiskt spel. Ove Dahlberg blev ofta uttagen att döma de laddade toppmötena mellan Sovjetunionen och Tjeckoslovakien. Ove blev också erbjuden jobb som domare i NHL i mitten på 60-talet. Men han avböjde anbudet från NHL presidenten Clarence S. Campbell, av familjeskäl. Annars hade han nog varit den första domaren från Sverige i NHL.
Ove Dahlberg fick 1972 förtroendet att döma två av matcherna i det numer klassiska Summit Series mellan Kanada och Sovjetunionen. Något som följdes upp 1976 då han var domare i finalen av den första upplagan av Canada Cup.
Ove Dahlberg dömde även fotboll. Han dömde 46 matcher i fotbollsallsvenskan 1967-1973.  Internationellt dömde han som Fifa-domare bland annat VM-kval och Uefacupen.

## Meriter
- Invald 2012 i svensk ishockeys Hockey Hall of Fame
- Invald 2004 i internationella ishockeyförbundets Hall of Fame
- Stora Grabbar domares märke nummer 7

## Källa
- Presentation och statistik för Ove Dahlberg som spelare  på Elite Prospects.
- Svenskar in i hockeyns Hall of Fame - Dagens Nyheter, 3 december 2003

1. 1 2  ”Ove Dahlberg”. Eliteprospects. http://www.eliteprospects.com/player.php?player=21528. Läst 28 augusti 2012.
2. 1 2 3  ”Domare invalda i HHoF”. Svenska ishockeyförbundet. Arkiverad från originalet den 19 januari 2013. https://web.archive.org/web/20130119065044/http://swehockey.se/Om-forbundet/Domare/Nyheter/DomareinvaldiHalloffame/. Läst 28 augusti 2012.
3. 1 2 3 4 5  ”Ove Dahlberg”. Hockeylegends. Svenska ishockeyförbundet. Arkiverad från originalet den 16 augusti 2014. https://web.archive.org/web/20140816123600/http://www.hockeylegends.se/hall-of-fame/?request=14013. Läst 28 augusti 2012.